# Rubin Okotie
Rubin Rafael Okotie (Karacsi, 1987. június 6. –) pakisztáni születésű osztrák válogatott labdarúgó, aki a Beerschot játékosa.

## Sikerei, díjai
- Austria Wien
  - Osztrák kupa: 2008–09

## Külső hivatkozások
- Transfermarkt profil